# Darülbedayi
Darülbedayi var ett teater i Istanbul i Turkiet (dåvarande Osmanska riket), grundad 1914.
Teatern bildades med stöd av den kejserliga Osmanska familjen. Det var en kejserlig teater. Den byggde på de traditioner av modern osmansk teater som fördes vidare av Osmanska dramatiska sällskapet, som hade upplösts 1908.  Den hade även en teaterskola. 
Darülbedayi upphörde 1934 och omvandlades till Istanbuls stadsteatrar.